# 18. červenec
18. červenec je 199. den roku podle gregoriánského kalendáře (200. v přestupném roce). Do konce roku zbývá 166 dní. Svátek má Drahomíra a Arnold.

## Události

### Česko
- 1410 – Pražský arcibiskup Zbyněk Zajíc z Hazmburka dal Jana Husa do klatby[nepřesný odkaz].
- 1881 – V Brně se začalo stavět divadlo na Hradbách (dnes Mahenovo divadlo Národního divadla) podle architektonického návrhu vídeňské kanceláře velmi mladých architektů Ferdinanda Fellnera ml. a Hermanna Helmera, kteří se specializovali na projektování divadelních budov. Včetně projekčních prací trvala stavba pouhých 18 měsíců a 31. října 1882 se konalo slavnostní uložení závěrečného kamene.
- 1891 – V Praze byl zahájen provoz první elektrické tramvaje na území Česka – tzv. Křižíkovy Elektrické dráhy na Letné v Praze. Vede od populární Letenské restaurace a její trasa vede ke vratům Královské obory (dnes Stromovka) a měří 766 metrů.

### Svět
- 0064 – Obrovský požár se začal šířit z obchodnické čtvrti v Římě. Císař Nero ho údajně sledoval z bezpečné vzdálenosti, hrál přitom na lyru a zpíval, ale podle oficiálních záznamů byl císař v době vzniku požáru na své letní rezidenci, 60 kilometrů od města. Oheň zuřil více než týden a jen 4 městské obvody ze 14 zůstaly nedotčeny. Nero pak takticky označil za viníky křesťany.
- 1290 – Anglický král Eduard I. vydal Edict of Expulsion přikazujícím všem Židům (asi 16,000) opustit Anglii. Hlavním důvodem této akce byly finanční prostředky, protože všechen jejich majetek a finanční prostředky byly zabaveny. Tento výnos platil dalších 350 let
- 1656 – Švédský král Karel X. Gustav porazil Jana II. Kazimíra a obsadil Varšavu
- 1658 – Leopold I. byl po dlouhém vyjednávání ve Frankfurtu nad Mohanem nakonec zvolen římským králem a 1. srpna tam byl také v dómu sv. Bartoloměje korunován císařem.
- 1793 – Za Velké francouzské revoluce zvítězili roajalističtí povstalci z Vendée v bitvě u Vihiersu.
- 1841 – Petr II. Brazilský nebo také Dom Pedro II. byl korunován brazilským císařem.
- 1870 – První vatikánský koncil vedený papežem Piem IX. přijal dogma o papežské neomylnosti.
- 1892 – První test vakcíny proti choleře na člověku na sobě vyzkoušel ukrajinský bakteriolog Waldemar Huffkine
- 1898 – Marie Curie-Skłodowská a Pierre Curie oznámili objev nového prvku a navrhli pojmenovat ho polonium.
- 1915 – První světová válka: Rakouská ponorka U 4 pod velením českého kapitána Rudolfa Singuleho potopila italský křižník Giuseppe Garibaldi.
- 1925 – Adolf Hitler publikoval svůj osobní manifest Mein Kampf. Rukopis diktoval budoucí vůdce ve vězení v Landsbergu, ve kterém si odpykával trest za pokus svrhnout říšskou vládu. Zpočátku na budoucí knize spolupracoval s Emilem Mauricem, později ho vystřídal Rudolf Hess. Kniha vyšla v desetitisícovém nákladu a stála 12 marek.
- 1940 – 32. prezident Spojených států Franklin Delano Roosevelt byl nominován potřetí na prezidenta. Na základě jeho zvolení senát navrhl dodatek k ústavě, že žádný prezident nesmí sloužit v úřadě víckrát než dva termíny po sobě, celkem 8 let.
- 1956 – Ernő Gerő nahradil Mátyase Rákosiho jako předseda Maďarské strany pracujících
- 1965 – Z Bajkonuru odstartovala sovětská zkušební kosmická sonda Zond 3 – průlet kolem Měsíce. Pořídila řadu fotografií a pak se z ní stala oběžnice Slunce.
- 1966 – Z Cape Kennedy na Floridě odstartovala americká vesmírná loď Gemini 10 s astronauty Johnem Youngem a Michaelem Collinsem na 70hodinovou misi.
- 1968 – V Santa Clara v Kalifornii založili Robert Noyce a Gordon Moore společnost Intel na výrobu procesorů.
- 1972 – Egyptský prezident Anwar Sadat vyhnal ze země 20 000 sovětských vojenských poradců
- 1976 – Čtrnáctiletá rumunská gymnastka Nadia Comaneciová získala na OH v Montrealu perfektní známku 10 na bradlech, první v historii OH. To zopakovala ještě šestkrát, vyhrála čtyři zlaté a stala se královnou her v Montrealu.
- 1977 – Vietnamská socialistická republika se stala členem OSN
- 1988 – Ve Švýcarsku bylo skupinou 11 kněží založeno Kněžské bratrstvo svatého Petra.
- 1994 – Při bombovém útoku na židovské centrum AMIA v Buenos Aires zahynulo 86 lidí převážně židovského původu.
- 1995 – Na karibském ostrově Montserrat vybuchla sopka Soufrière Hills. V následujících měsících zpustošila ostrov, zničila hlavní město a donutila většinu obyvatel uprchnout z ostrova
- 2000 – Ratu Josefa Iloilovatu Uluivuda se stal prezidentem Fidži.
- 2003 – Byl zveřejněn návrh ústavy Evropské unie.
- 2015 – Nejméně 120 lidí bylo zabito při výbuchu nákladního automobilu na tržišti v iráckém městě Chán Baní Saad, k útoku se přihlásil Islámský stát.

## Narození
Viz též Kategorie:Narození 18. července — automatický abecedně řazený seznam.

### Česko

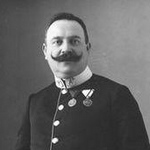
Julius Fučík (* 1872)

- 1809 – Vojtěch Hřímalý starší, varhaník a hudební skladatel († 26. října 1880)
- 1827 – Julius Hanisch, poslanec Českého zemského sněmu († 27. dubna 1886)
- 1854 – Emanuel Fait, učitel a cestovatel († 20. listopadu 1929)
- 1861 – František Zapletal, biskup salonský a pomocný biskup pražský († 20. srpna 1935)
- 1872
  - Julius Fučík, hudební skladatel a dirigent vojenských hudeb († 25. září 1916)
  - Václav Svoboda Plumlovský, spisovatel († 11. listopadu 1956)
- 1876 – Bedřich Bezděk, československý politik († 12. srpna 1943)
- 1880 – Marie Desfours-Walderode, šlechtična, vojenská lékařka († 13. března 1963)
- 1889 – Fritz Lehmann, architekt německé národnosti († 26. října 1957)
- 1893 – Josef Hüttel, dirigent a hudební skladatel († 6. července 1951)
- 1904 – Václav Marel, hudební skladatel († 9. prosince 1964)
- 1905 – Vladimír Jedenáctík, operní pěvec († 9. srpna 1980)
- 1907 – Josef Vacke, malíř († 8. prosince 1987)
- 1912 – Jindřich Mánek, teolog, děkan Husovy československé bohoslovecké fakulty († 18. října 1977)
- 1913 – Mojmír Fučík, lékař, profesor UK († 29. října 2011)
- 1916 – Jaromír Spal, český herec († 22. března 1981)
- 1922 – Emil Cimbura, malíř, grafik, textilní výtvarník, scénograf a ilustrátor
- 1924 – Jaroslava Brychtová, sochařka a sklářská výtvarnice
- 1929 – Bohumil Baďura, historik a iberoamerikanista († 21. září 2014)
- 1933 – František Tikal, hokejový reprezentant († 10. srpna 2008)
- 1938 – Josef Rusek, zoolog a ekolog
- 1940
  - Anna Chromy, česko-rakouská malířka a sochařka († 18. září 2021)
  - Eda Kriseová, novinářka a spisovatelka
- 1950 – Jaroslava Brousková, herečka
- 1954
  - Ivo Jahelka, folkový písničkář
  - David Uhlíř, soudce Ústavního soudu České republiky
- 1960 – Stanislav Novotný, policejní prezident, zakladatel Úřadu pro dokumentaci a vyšetřování zločinů StB
- 1963
  - Pavel Bém, lékař a politik
  - Martin Zbrožek, houslista, zpěvák, herec a moderátor

### Svět

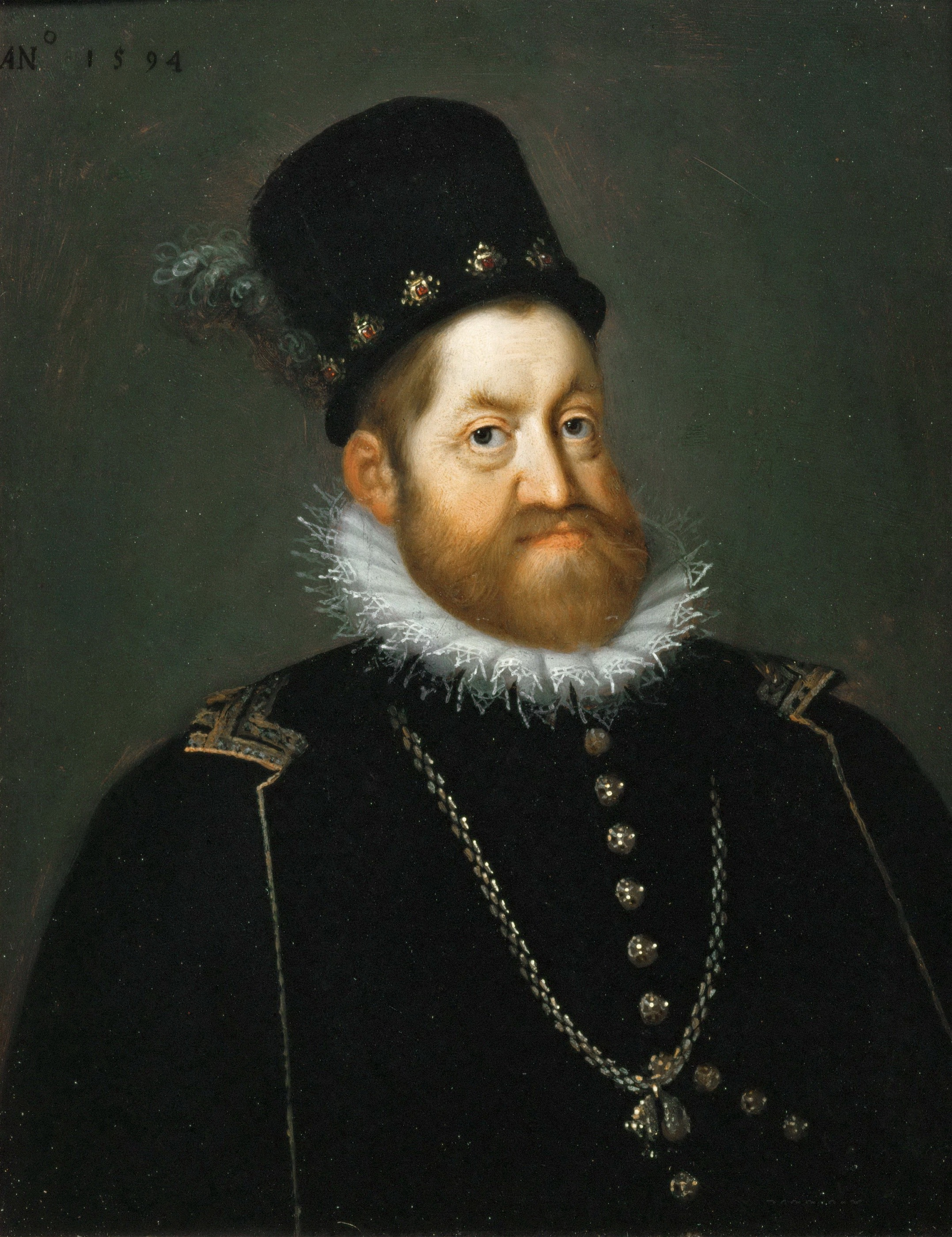
Rudolf II. (* 1552)

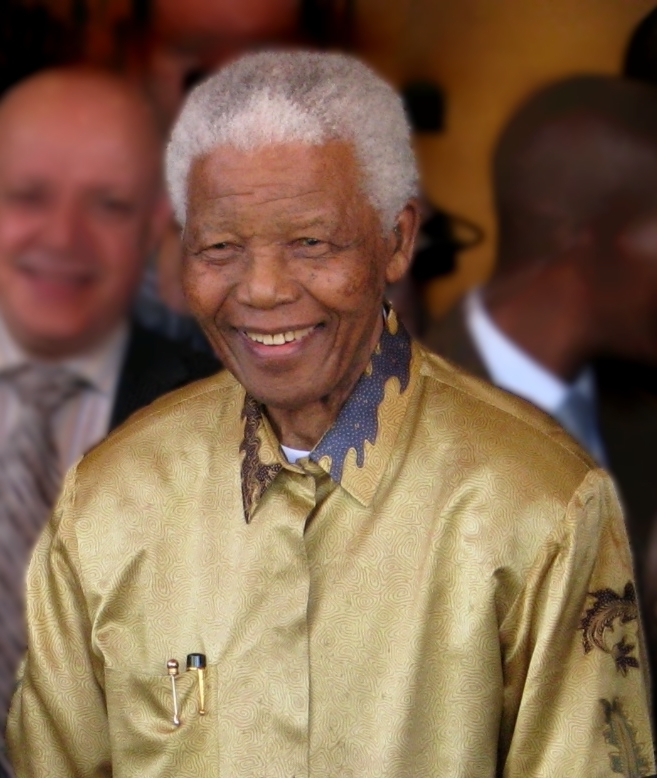
Nelson Mandela (* 1918)

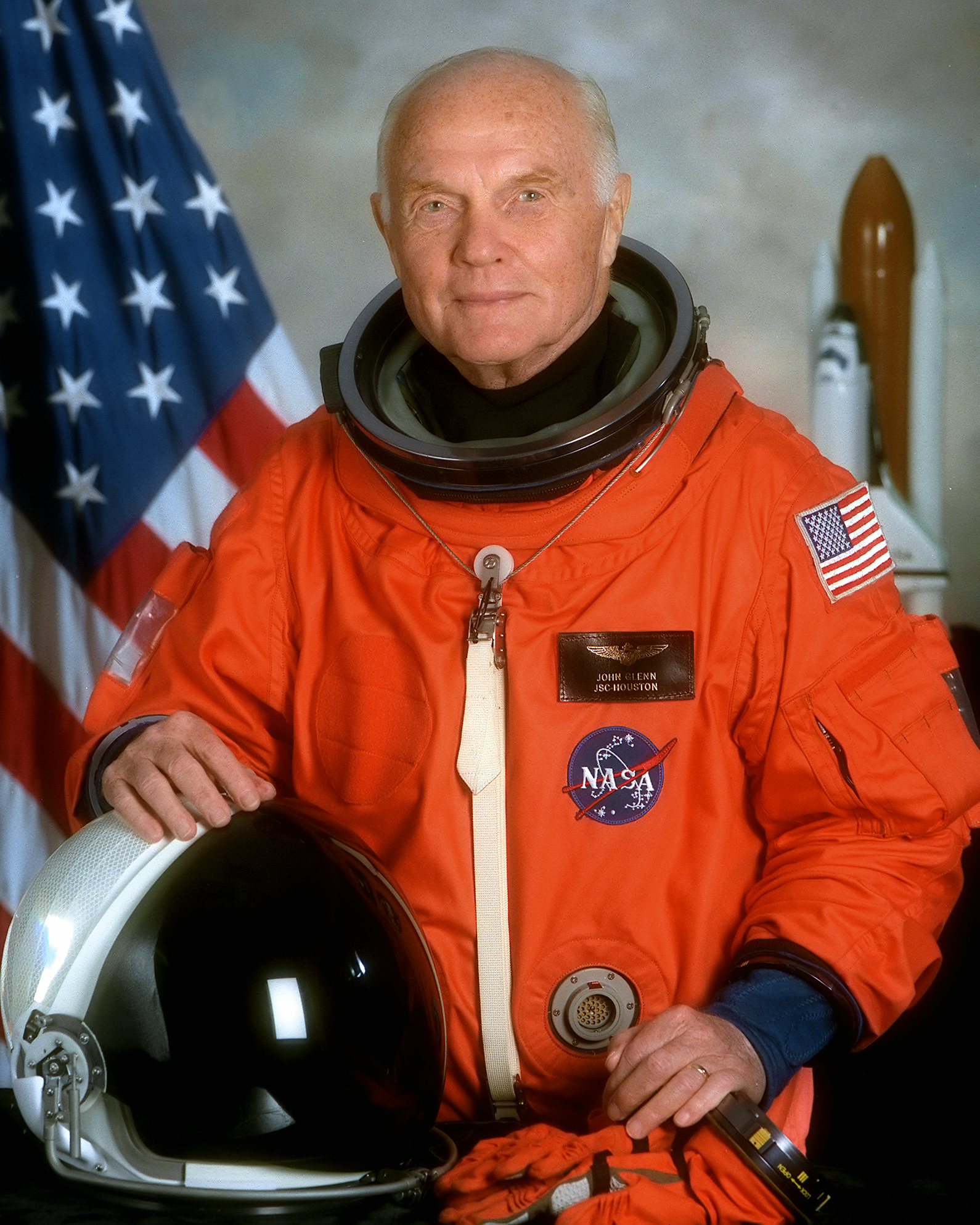
John Glenn (* 1921)

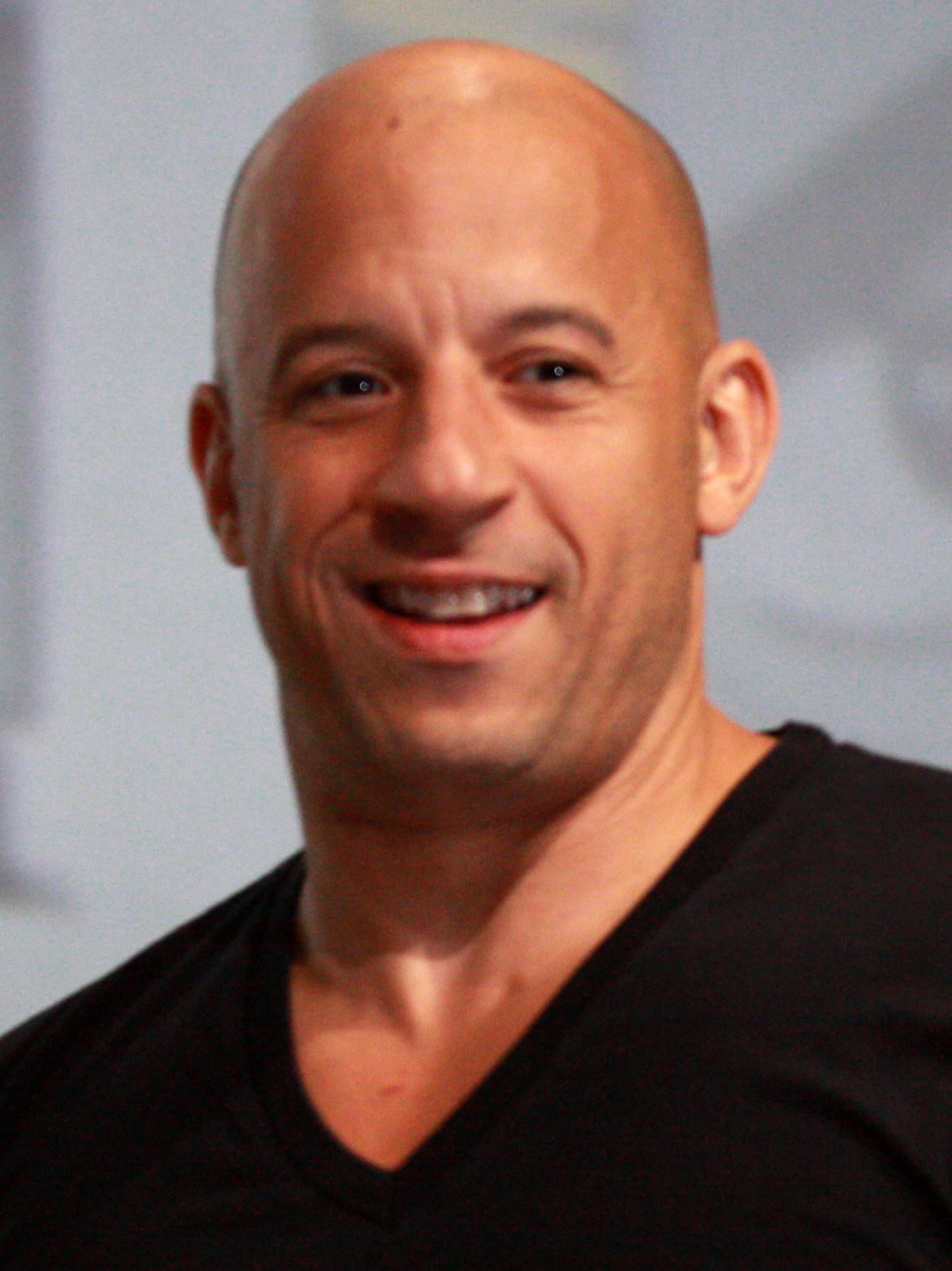
Vin Diesel (* 1967)

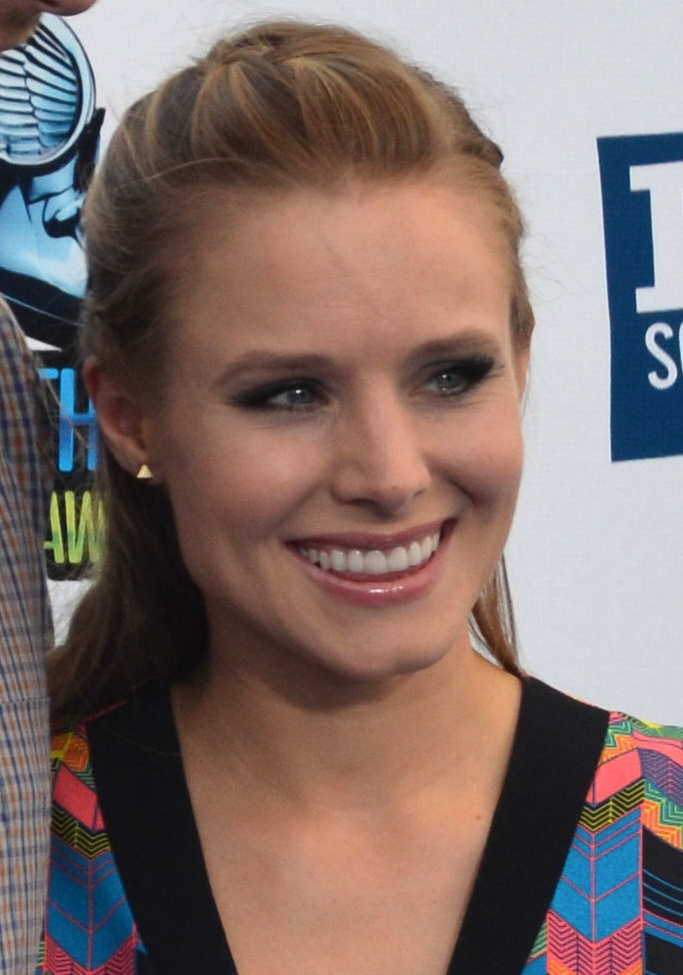
Kristen Bellová (* 1980)

- 1013 – Heřman z Reichenau, německý benediktinský mnich a světec, kronikář, učenec, básník a skladatel († 24. září 1054)
- 1501 – Isabela Habsburská, švédská, norská a dánská královna († 19. ledna 1526)
- 1552
  - Rudolf II. Habsburský, římský císař, král český a uherský († 20. ledna 1612)
  - Gabriello Chiabrera, italský básník a operní libretista († 14. října 1638)
- 1635 – Robert Hooke, anglický vědec († 3. března 1703)
- 1659 – Hyacinthe Rigaud, francouzský malíř katalánského původu, nejvýznamnější portrétista krále Ludvíka XIV. († 1743)
- 1670 – Giovanni Bononcini, italský hudební skladatel, violoncellista, zpěvák a pedagog († 9. července 1747)
- 1753 – Maria Anna Falcko-Zweibrückenská, bavorská vévodkyně († 4. února 1824)
- 1768 – Jean-Robert Argand, francouzský matematik († 13. srpna 1822)
- 1811 – William Makepeace Thackeray, anglický romanopisec a žurnalista († 1863)
- 1831 – Johann Martin Schleyer, německý kněz, tvůrce umělého jazyka Volapük († 16. srpna 1912)
- 1837 – Vasil Levski, bulharský vlastenec a revolucionář († 18. února 1873)
- 1845 – Tristan Corbière, francouzský básník († 1875)
- 1848 – William Gilbert Grace, anglický lékař a hráč kriketu († 23. října 1915)
- 1849 – Hugo Riemann, německý hudební teoretik a skladatel († 10. července 1919)
- 1853 – Hendrik Antoon Lorentz, nizozemský fyzik a matematik, nositel Nobelovy ceny za fyziku († 1928)
- 1874 – Jakub Lorenc-Zalěski, lužickosrbský spisovatel († 18. února 1939)
- 1879 – Karol Wojtyła st., poručík Rakousko-uherské armády, otec papeže Jana Pavla II. († 18. února 1941)
- 1880 – Alžběta od Nejsvětější Trojice, francouzská bosá karmelitánka, autorka duchovních spisů, blahoslavená († 9. listopadu 1906)
- 1883 – Lev Kameněv, sovětský politik a spisovatel († 25. srpna 1936)
- 1886 – Simon Bolivar Buckner mladší, americký generálporučík († 18. června 1945)
- 1887 – Vidkun Quisling, norský fašistický politik († 1945)
- 1890 – Walter Funk, německý nacistický ministr hospodářství († 31. května 1960)
- 1892 – Arthur Friedenreich, brazilský fotbalista zvaný El Tigre († 6. září 1969)
- 1894 – Augustín Malár, slovenský generál († 1945)
- 1901 – Stanisław Mikołajczyk, předseda vlády Polska v exilu († 13. prosince 1966)
- 1902 – Nathalie Sarrautová, francouzská spisovatelka ruského původu († 19. října 1999)
- 1909
  - Muhammad Dáúd Chán, první afghánský prezident († 28. dubna 1978)
  - Andrej Andrejevič Gromyko, sovětský politik, ministr zahraničních věcí († 2. července 1989)
  - Masaru Kacumi, japonský kritik a teoretik designu († 10. listopadu 1983)
- 1912 – Harry Levin, americký literární teoretik († 29. května 1994)
- 1914
  - Jo Cals, premiére Nizozemska († 30. prosince 1971)
  - Gino Bartali, italský cyklista († 5. května 2000)
- 1916
  - Vladimír Demichov, ruský transplantační chirurg († 22. listopadu 1998)
  - Kenneth Armitage, britský sochař, malíř a grafik († 22. ledna 2002)
- 1918 – Nelson Mandela, jihoafrický prezident, nositel Nobelovy ceny míru († 2013)
- 1921 – John Glenn, americký astronaut a politik († 2016)
- 1922
  - Thomas Samuel Kuhn, americký fyzik a filosof († 17. června 1996)
  - Georg Kreisler, všestranný slovesný, hudební a divadelní umělec († 22. listopadu 2011)
  - Ray Cale, velšský ragbista († 23. května 2006)
- 1925 – Shirley Stricklandová, australská atletka, sprinterka, trojnásobná olympijská vítězka († 11. února 2004)
- 1926 – Margaret Laurenceová, kanadská spisovatelka († 5. ledna 1987)
- 1927 – Don Bagley, americký kontrabasista († 26. července 2012)
- 1929 – Screamin' Jay Hawkins, afroamerický zpěvák a herec († 12. února 2000)
- 1931 – Jurij Mazurok, ruský operní pěvec (baryton) († 1. dubna 2006)
- 1932 – Jevgenij Alexandrovič Jevtušenko, ruský básník, scenárista a režisér († 1. dubna 2017)
- 1933 – Jean Yanne, francouzský herec a režisér († 23. května 2003)
- 1937
  - Roald Hoffmann, americký chemik, Nobelova cena za chemii 1981
  - Hunter S. Thompson, americký novinář a spisovatel
- 1938
  - Ian Stewart, skotský klávesista a zakladatel skupiny The Rolling Stones († 12. prosince 1985)
  - Paul Verhoeven, nizozemský režisér, scenárista a filmový producent
- 1939
  - Dion DiMucci, americký zpěvák a kytarista
  - Brian Auger, britský hudebník
- 1940 – James Brolin, americký herec
- 1941
  - Michael Erlewine, americký hudebník, astrolog, fotograf, televizní moderátor
  - Martha Reeves, americká zpěvačka
  - Stephen Holden, americký spisovatel a kritik
  - Frank Farian, německý producent, komponista a zpěvák
  - Lonnie Mack, americký rockový a bluesový kytarista
- 1942
  - Roger Cecil, velšský malíř († 22. února 2015)
  - Giacinto Facchetti, italský fotbalista a fotbalový funkcionář († 4. září 2006)
- 1944
  - David Hemery, britský sprinter
  - Stanisław Gościniak, polský volejbalista
- 1945 – Miklós Duray, slovenský geolog a politik († 30. prosince 2022)
- 1946 – Josef Horešovský, československý hokejový obránce
- 1947
  - Linda Gail Lewis, americká zpěvačka a pianistka
  - Steve Forbes, americký podnikatel a politik
- 1948
  - Hartmut Michel, německý chemik, Nobelova cena za chemii 1988
  - Cesar Zuiderwijk, nizozemský bubeník
- 1949 – Axel Honneth, německý filozof
- 1950 – Richard Branson, britský podnikatel
- 1951 – Elio Di Rupo, předseda vlády Belgie
- 1952
  - Fero Rajec, slovenský spisovatel
  - Takako Širaiová, japonská volejbalistka
- 1954
  - Tobias Picker, americký hudební skladatel
  - Ricky Skaggs, americký bluegrassový zpěvák
- 1962 – Jack Irons, americký bubeník skupiny Red Hot Chili Peppers
- 1967 – Vin Diesel, americký herec
- 1970 – Gruff Rhys, velšský zpěvák a kytarista
- 1977 – Alexandr Morozevič, ruský šachový velmistr
- 1980 – Kristen Bellová, americká herečka
- 1982 – Priyanka Chopra, indická herečka a Miss World 2000
- 1983 – Mikk Pahapill, estonský atlet
- 1986 – Angel Deradoorian, americká hudebnice
- 1987 – Chloé Graftiaux, belgická sportovní lezkyně († 21. srpna 2010)
- 1993
  - Lee Tae-min, jihokorejský zpěvák, tanečník a herec
  - Pablo Matera, argentinský ragbista
- 1996 – Yung Lean, švédský rapper

## Úmrtí
Viz též Kategorie:Úmrtí 18. července — automatický abecedně řazený seznam.

### Česko

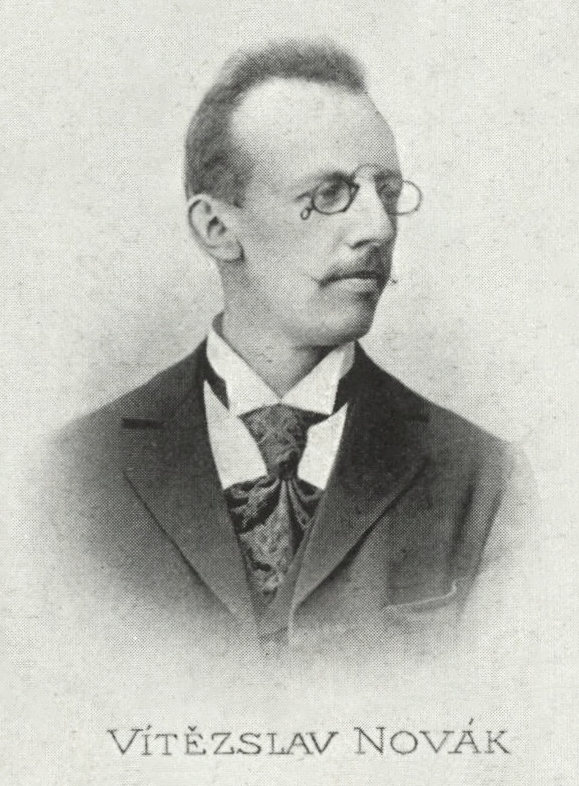
Vítězslav Novák († 1949)

- 1591 – Jacobus Gallus, slovinský hudební skladatel (* 3. července 1550)
- 1650 – Kryštof Vetter, kartograf, autor mapy Bohemiae Rosa (* 25. července 1575)
- 1699 – Ondřej Trojer, opat kláštera v Plasích (* 25. října 1648)
- 1802 – Jan Quirin Jahn, malíř, historik a teoretik umění (* 4. června 1739)
- 1882 – Šebestián Kubínek, písmák, kazatel a šiřitel knih (* 1. ledna 1799)
- 1895 – Jan Prokopec, továrník, starosta Král. Vinohrad (* 4. září 1824)
- 1915 – Josef Karlík, poslanec Českého zemského sněmu, starosta Blovic (* 26. února 1844)
- 1931 – Otakar Bystřina, spisovatel (* 23. května 1861)
- 1933 – Karel Vaněk, novinář, fejetonista a spisovatel (* 17. března 1887)
- 1949 – Vítězslav Novák, skladatel (* 5. prosince 1870)
- 1953 – Ladislav Vele, malíř (* 24. dubna 1906)
- 1955 – Rudolf Wünsch, hudební pedagog a skladatel (* 2. září 1880)
- 1969 – Eva Vrchlická, herečka, překladatelka, dramatička a spisovatelka (* 6. března 1888)
- 1971 – František Marek, architekt (* 26. listopadu 1899)
- 1976 – Jan Koutný, gymnasta, dvě stříbrné medaile LOH 1924 a 1928 (* 24. června 1897)
- 1975 – Rudolf Skopec, historik fotografie (* 7. července 1913)
- 1977 – Josef Korbel, diplomat (* 20. září 1909)
- 1980
  - Josef Blatný, hudební skladatel (* 19. března 1891)
  - Miloslav Jareš, rozhlasový, divadelní a filmový režisér (* 12. ledna 1903)
- 1983 – Salo Flohr, československý a sovětský mezinárodní šachový velmistr (* 21. listopadu 1908)
- 1984 – Jiří Bradáček, sochař (* 27. června 1922)
- 1990 – Štefan Čambal, fotbalový reprezentant (* 17. prosince 1908)
- 1991 – František Pošta, kontrabasista (* 22. srpna 1919)
- 1995 – Václav Markup, akademický sochař (* 10. září 1904)
- 2021
  - František Nedvěd, zpěvák a kytarista (* 19. září 1947)
  - Vladimír Beneš, neurochirurg a spisovatel (* 27. ledna 1921)
- 2025 – Vojtěch Mareš, házenkář (* 14. srpna 1936

### Svět

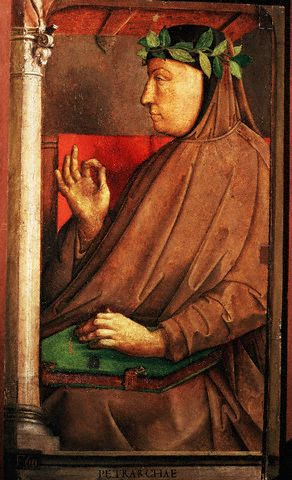
Francesco Petrarca († 1374)

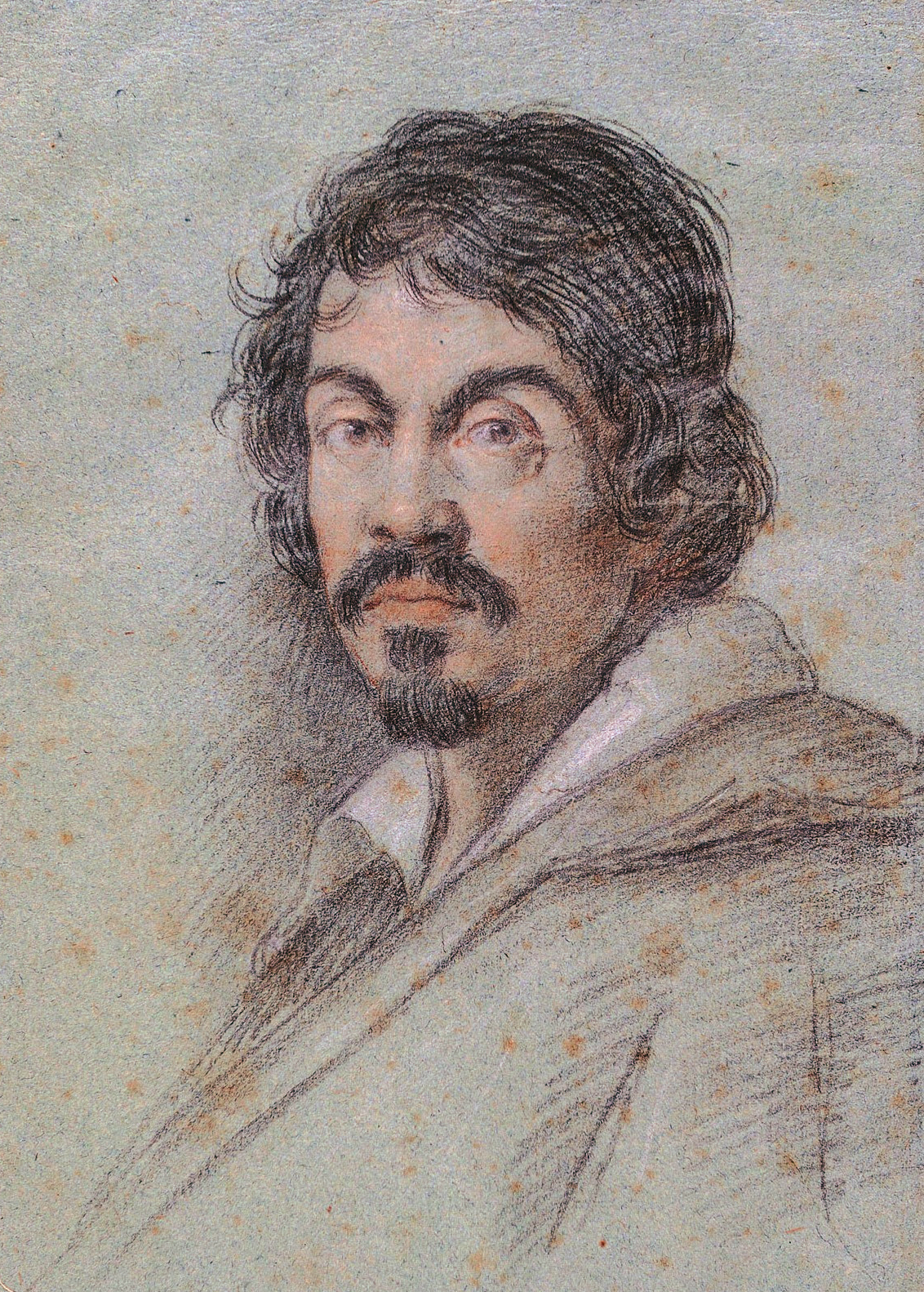
Caravaggio († 1610)

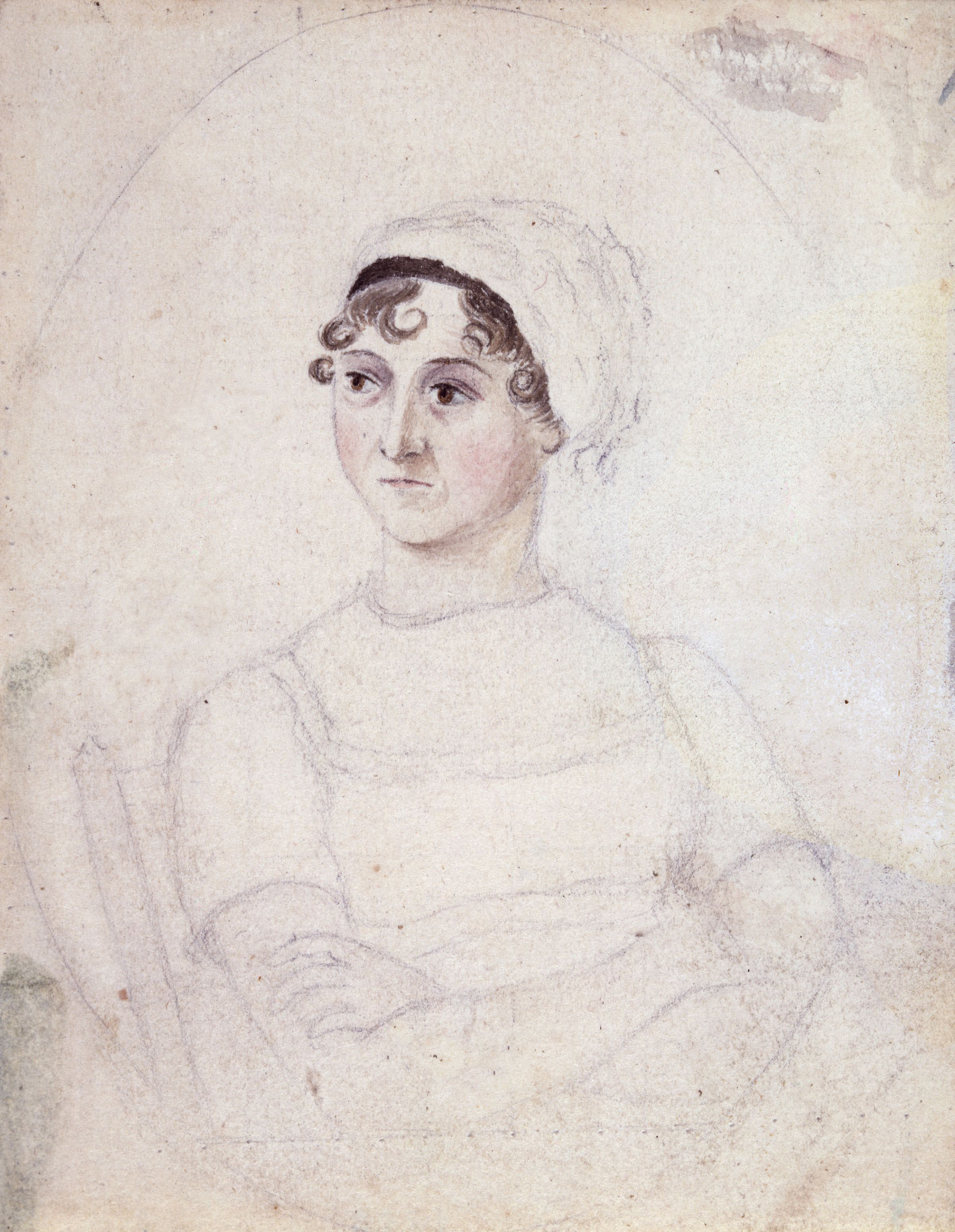
Jane Austenová († 1817)

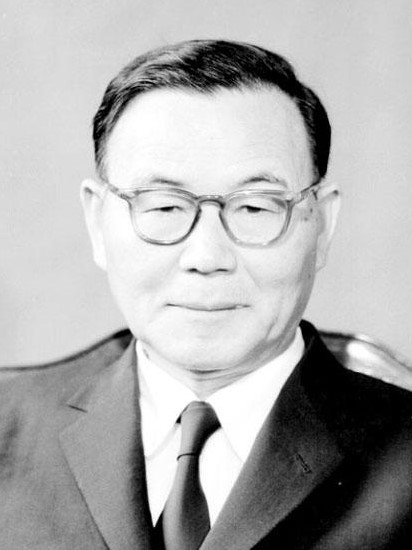
Jon Po-son († 1990)

- 1038 – Gunhilda Dánská, římská královna (* 1019/20)
- 1100 – Godefroy z Bouillonu, lotrinský vévoda a jeden z vůdců první křížové výpravy, ochránce Božího hrobu (* cca 1060)
- 1363 – Konstancie Aragonská, sicilská královna (* 1343)
- 1374 – Francesco Petrarca, italský spisovatel a básník (* 1304)
- 1591 – Jacobus Gallus, slovinský renesanční hudební skladatel (* 1550)
- 1608 – Jáchym Fridrich Braniborský, braniborský kurfiřt, krnovský kníže a regent pruského vévodství (* 1546)
- 1610 – Caravaggio, italský barokní malíř (* 1573)
- 1623 – Řehoř XV., papež (* 9. ledna 1554)
- 1628 – Jan Fridrich Württemberský, vévoda württemberský (* 5. května 1582)
- 1709 – Antonio Franchi, italský malíř a teoretik umění baroka (* 14. července 1638)
- 1721 – Jean-Antoine Watteau, francouzský rokokový malíř (* 1684)
- 1730 – François de Neufville de Villeroy, francouzský vojevůdce (* 7. dubna 1644)
- 1735 – Johann Krieger, německý varhaník, cembalista a hudební skladatel (* 20. prosince 1651)
- 1739 – Karel Fridrich Holštýnsko-Gottorpský, německo-švédský šlechtic (* 29. dubna 1700)
- 1748 – Benjamin Hederich, německý jazykovědec, lexikograf a matematik (* 12. prosince 1675)
- 1757 – Eleonora Marie Karolína z Lichtenštejna, lichtenštejnská princezna (* 1703)
- 1765 – Filip Parmský, parmský vévoda (* 15. března 1720)
- 1817 – Jane Austenová, anglická spisovatelka (* 1775)
- 1841 – Jozef Decrett, slovenský lesník (* 1774)
- 1869 – Louis Bouilhet, francouzský dramatik a básník (* 27. května 1822)
- 1870 – Jean Théodore Lacordaire, belgický entomolog (* 1. února 1801)
- 1872 – Benito Juárez, mexický prezident (* 21. března 1806)
- 1873 – Ferdinand David, německý houslový virtuóz a skladatel (* 19. června 1810)
- 1901 – Carlo Alfredo Piatti, italský violoncellista, hudební skladatel a pedagog (* 8. ledna 1822)
- 1918 – Alžběta Ruská, světice pravoslavné církve, ruská velkokněžna (* 1. listopadu 1864)
- 1920 – Albert Zürner, německý olympijský vítěz ve skocích do vody (* 30. ledna 1890)
- 1925 – Louis-Nazaire Bégin, arcibiskup Québecu a kardinál (* 10. ledna 1840)
- 1939 – Paul Schneider, německý evangelický pastor, mučedník nacistického režimu (* 29. srpna 1897)
- 1958 – Kazimierz Fabrycy, polský generál za druhé světové války (* 3. března 1888)
- 1965 – Otozó Jamada, vojevůdce Japonské císařské armády (* 6. listopadu 1881)
- 1975 – Carl O. Sauer, americký geograf (* 24. prosince 1889)
- 1982 – Roman Jakobson, americký lingvista ruského původu (* 1896)
- 1985 – Isabel Alfonsa de Borbón, španělská princezna, vnučka Alfonse XII (* 6. října 1904)
- 1986 – Stanley Rous, anglický fotbalový rozhodčí, prezident FIFA (* 1895)
- 1988 – Nico, německá zpěvačka, herečka, modelka (* 10. října 1938)
- 1990 – Jon Po-son, prezident Korejské republiky (* 26. srpna 1897)
- 1991 – Magnus Goodman, kanadský hokejista, člen hokejové síně slávy (* 6. března 1898)
- 1996 – Kristián Ludvík Meklenburský, druhý syn posledního meklenburského vévody (* 29. září 1912)
- 1997 – Eugene Merle Shoemaker, americký astronom a geolog (* 1928)
- 1998 – Hans Feibusch, německý malíř a sochař (* 15. srpna 1898)
- 2000 – José Ángel Valente, španělský spisovatel (* 25. dubna 1929)
- 2001 – Viktorija Kamenská, ruská spisovatelka a překladatelka (* 13. srpna 1925)
- 2005
  - William Westmoreland, americký generál (* 26. března 1914)
  - Amy Gillettová, australská sportovkyně (* 1976)
- 2009 – Henry Allingham, bývalý britský voják, veterán první světové války (* 1896)
- 2018 – Burton Richter, americký fyzik, nositel Nobelovy ceny (* 22. března 1931)
- 2019 – Naomi Išida, japonská designérka (* 6. srpna 1969)
- 2021 – Milan Lasica, slovenský humorista, dramatik, prozaik, textař, herec, režisér, moderátor a zpěvák (* 3. února 1940)

## Svátky

### Česko
- Drahomíra, Drahomír, Drahomila, Drahomil
- Drahotína, Drahuše
- Arnold
- Milota
- Milutín

### Svět
- OSN – Mezinárodní den Nelsona Mandely

## Teploty
| 18. červenec v pražském KlementinuÚdaje jsou platné k 8. 7. 2025. | 18. červenec v pražském KlementinuÚdaje jsou platné k 8. 7. 2025. | 18. červenec v pražském KlementinuÚdaje jsou platné k 8. 7. 2025. |
| minimum                                                           | denní průměr                                                      | maximum                                                           |
| ----------------------------------------------------------------- | ----------------------------------------------------------------- | ----------------------------------------------------------------- |
| 9,6 °C (1980)                                                     | 19,4 °C (od 1961)                                                 | 37,0 °C (1793)                                                    |